# Oderwalde

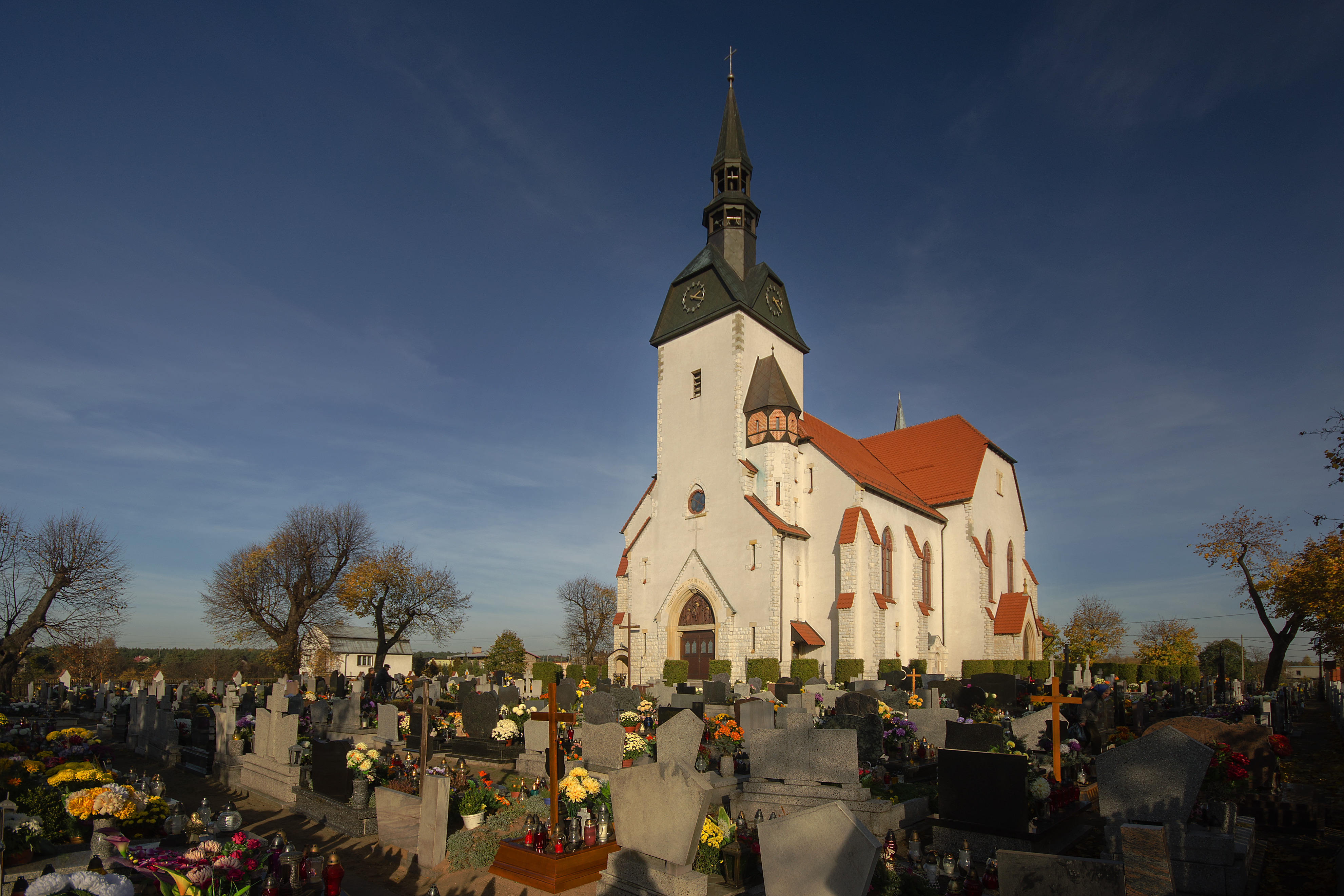
Katholische Kirche

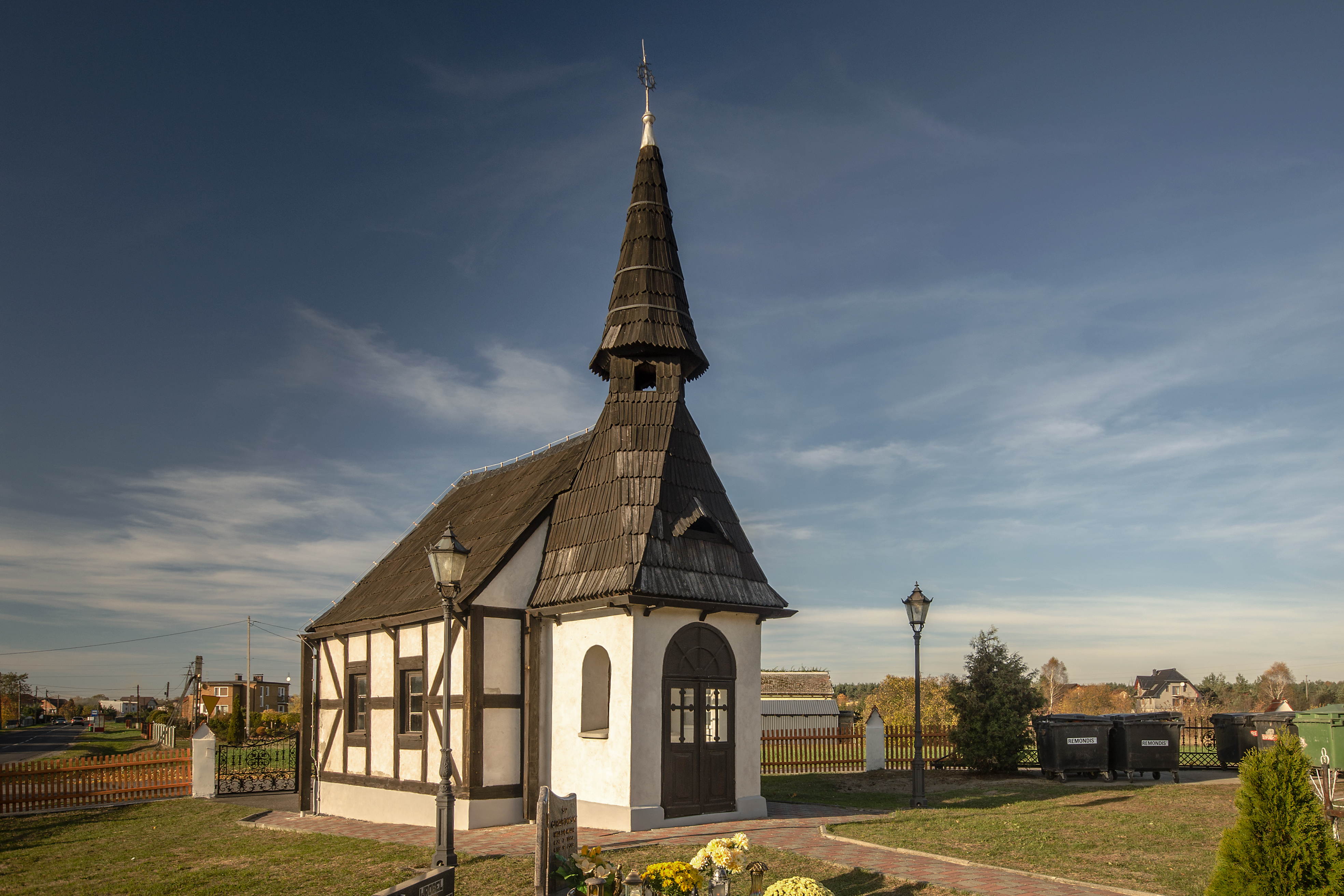
Friedhofskapelle

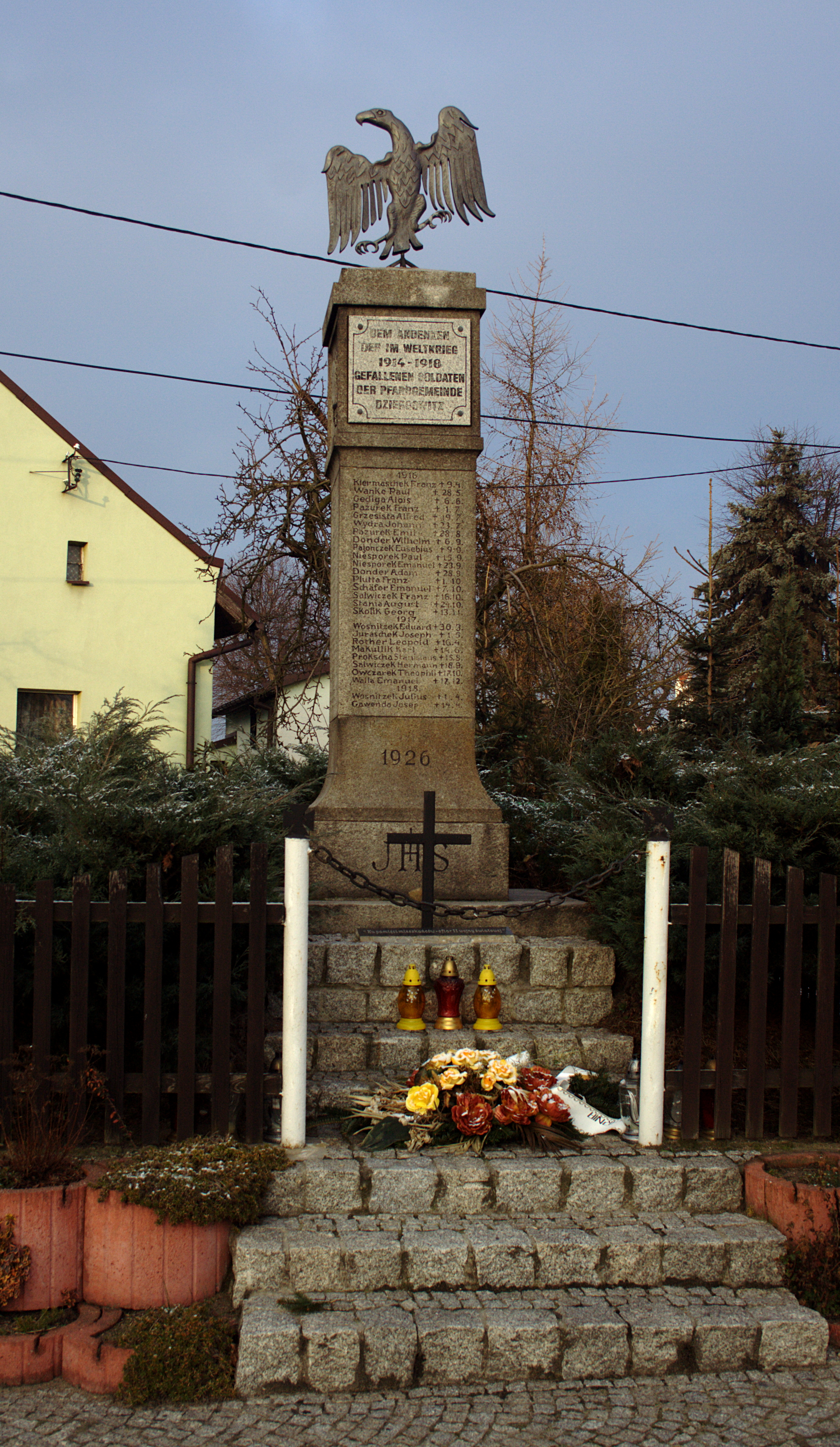
Gefallenendenkmal

Oderwalde (bis 1931 Dziergowitz; polnisch Dziergowice; schlesisch Uderwaale) ist ein Ort in der Landgemeinde Birawa im Powiat Kędzierzyńsko-Kozielski der Woiwodschaft Opole in Polen. Mit knapp 1700 Einwohnern ist Oderwalde der größte Ortsteil der Gemeinde. Seit 2007 ist Oderwalde amtlich zweisprachig (Polnisch und Deutsch).

## Geographie
Oderwalde liegt sieben Kilometer südöstlich von Birawa, 14 Kilometer südöstlich von Kędzierzyn-Koźle (Kandrzin-Cosel) und 54 Kilometer südöstlich von Opole (Oppeln).

## Geschichte

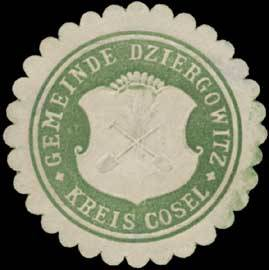
Vormalige Siegelmarke

Der Ort wurde 1274 erstmals urkundlich erwähnt.
Der Ort wurde 1783 im Buch Beytrage zur Beschreibung von Schlesien als Dziergowitz erwähnt, war im Besitz eines Herrn von Gaschin, gehörte zum Landkreis Cosel und hatte 19 Bauern, 41 Gärtner, eine Wassermühle und 304 Einwohner. 1865 bestand Dziergowitz aus einem Rittergut und einem Dorf und lag im Kreis Cosel. Das Dorf hatte eine katholische Schule.
Bei der Volksabstimmung in Oberschlesien am 20. März 1921 stimmten 279 Wahlberechtigte für einen Verbleib bei Deutschland und 857 für Polen. Dziergowitz verblieb beim Deutschen Reich. 1931 wurde Dziergowitz in Oderwalde umbenannt. 1933 lebten im Ort 1.938 Einwohner. 1939 hatte der Ort 1.991 Einwohner. Bis 1945 befand sich der Ort im Landkreis Cosel.
1945 kam der bisher deutsche Ort unter polnische Verwaltung, wurde in Dziergowice umbenannt und der Woiwodschaft Schlesien angeschlossen. 1950 kam der Ort zur Woiwodschaft Oppeln. 1999 kam der Ort zum neugegründeten Kreis Kandrzin-Cosel. Am 23. April 2007 wurde in der Gemeinde Birawa, der Oderwalde angehört, Deutsch als zweite Amtssprache eingeführt.
Im Zuge der Einführung deutscher Ortsnamen in der Gemeinde Birawa stimmten die Einwohner des Ortes im März 2010 über den zukünftigen deutschen Ortsnamen ab. Bei der Wahl zwischen den Namen Dziergowitz und Oderwalde entschied sich die Mehrheit für die Wiedereinführung des letzten deutschen Ortsnamens Oderwalde. Seit dem 25. Mai 2011 ist auch der deutsche Ortsname Oderwalde amtlich.

## Sehenswürdigkeiten
- Katholische Kirche St. Anna aus den Jahren 1903–1905. Sie ersetzte eine Schrotholzkirche.
- Friedhofskapelle aus Fachwerk
- Gefallenendenkmal für die gefallenen deutschen Soldaten des Ersten Weltkriegs
- Denkmal für die gefallenen deutschen Soldaten und die Opfer des Zweiten Weltkriegs
- Denkmal der polnischen Aufständischen
- Weitläufige Teichlandschaft
- Altarm der Oder
- Kulturhaus
- Bahnhofsgebäude
- Ehemaliges Theresienheim

## Persönlichkeiten
- Alfons Zgrzebniok

## Vereine
- Deutscher Freundschaftskreis

## Die Hymne auf Oderwalde
1. Strophe

Grün ist dein Wald und grün ist dein Feld,

leuchtend dein blaues Himmelszelt.

Dich grüßt die Oder, schimmerndes Band,

mit ihrem idyllischen Oderstrand.

Dich grüßt St. Anna, unser Gotteshaus,

seit 100 Jahren segnend, über dich hinaus.

Behüte dich Gott und blüh’ weiter fort,

Oderwalde, mein Heimatort.

2. Strophe

Gelitten hast du durch Kriege, Feindschaft und Not.

Gar manches Unheil hat dich bedroht.

Vieles hat sich verändert, in deinem Gewand.

Einst warst du aber, ein deutsches Land! 

Darum verließen dich viele, heut kaum noch gekannt,

für mich bleibst du immer, das deutsche Heimatland.

Behüte dich Gott und blüh’ weiter fort,

Oderwalde, mein Heimatort.